# 平敷兼七
平敷 兼七（へしき けんしち、1948年 - 2009年10月3日）は、日本の写真家である。

## 経歴
1948年、沖縄県今帰仁村に生まれる。
高校在学中に写真を撮り始める。琉球政府立沖縄工業高等学校デザイン科を卒業した。東京写真大学工学部を中退したのち、東京綜合写真専門学校に入学する。1969年、『週刊ポスト』にて「祖国復帰を拒否する女達」を発表する。同年、個展「オキナワ・南灯寮」がタイムスホールにて開催される。1970年、『カメラ毎日』にて「故郷の沖縄」を発表する。1972年、東京綜合写真専門学校を卒業する。
1985年、喜納辰彦や石川真生らと同人写真誌『美風』を創刊した。2007年、写真集『山羊の肺』が影書房より刊行される。2008年、第33回伊奈信男賞を受賞する。
2009年10月3日、肺炎のため死去。61歳没。

## 写真集
- 山羊の肺（2007年、影書房） ISBN 9784877143657